# آبدوس
آبدوس (نام علمی: Abedus) نام یک سرده از تیره انگشت‌گز است. گونه‌های این جنس همه نر هستند و می‌توانند تغییر جنسیت دهند. نر اینگونه‌ها تخم‌های خود را برپشت خود تا زمانی که نوزاد سر از تخم در نیاورده است حمل می‌کنند.